# Männer (Film)
Männer ist eine als Fernsehspiel gedrehte Komödie von Doris Dörrie aus dem Jahr 1985. Hauptdarsteller sind die deutschen Schauspieler Heiner Lauterbach, Uwe Ochsenknecht und Ulrike Kriener.

## Handlung
Julius Armbrust ist ein ehrgeiziger Verpackungsdesigner Mitte dreißig. Seine Frau Paula, mit der er zwei Kinder hat, betrügt er mit einer seiner Sekretärinnen. An seinem zwölften Hochzeitstag erfährt er, dass Paula ihn ebenfalls betrügt.
Paulas Liebhaber Stefan ist Julius ganz und gar nicht ähnlich. Er ist freischaffender Künstler, hat kein Geld, keine feste Anstellung und keine Ziele.
Für Julius bricht eine Welt zusammen, doch davon lässt er sich nicht unterkriegen. Als er erfährt, dass in Stefans WG noch ein Zimmer frei ist, gibt er vor, auf einen Kongress zu fahren, und zieht unter dem Tarnnamen „Daniel“ bei Stefan ein. Unter allen Umständen will Julius seine Frau zurückgewinnen. 
Als Paula Stefan in der WG besucht, verkleidet sich Julius, als es zu spät für eine Flucht ist, mit einer Affenmaske und sorgt mit dieser Verkleidung (in der er das als romantisch geplante Frühstück von Stefan und Paula stört) dafür, dass es zu ersten Missstimmungen zwischen Paula und Stefan kommt. Julius zeigt Stefan das Leben im Luxus, macht ihm dieses mehr und mehr schmackhaft und verwandelt den bekennenden Hippie und Aussteiger schließlich Schritt für Schritt in einen Erfolgstypen. Gleichzeitig entwickelt sich aber auch eine Freundschaft zwischen den beiden Männern. Sie sehen zusammen Eishockey, kochen miteinander, streiten sich, trinken, philosophieren über Frauen, Sex, Beziehungen. Dennoch verliert Julius sein Ziel, Paula zurückzugewinnen, nicht aus den Augen. Durch seine Verbindungen in der Werbebranche verhilft er Stefan zu einem Posten als Art Director in der Hoffnung, dass Stefan nun nicht mehr genug Zeit für Paula hat. Der Plan geht auf, Julius und Paula finden wieder zueinander. 
Als Julius in sein Büro zurückkehrt, erfährt er, dass Stefan sein neuer Partner wird. In der Schlussszene – die im Paternoster von Julius’ Unternehmen spielt – erkennt Stefan „Daniels“ wahre Identität. Es kommt zu einer letzten Auseinandersetzung, in deren Verlauf sich beide Männer schließlich bis auf die Unterhose ausziehen. Nur noch mit hellblauen Boxershorts (Julius) und Leopardentanga (Stefan) bekleidet, werden sie von Paula und Julius’ entsetzten Kollegen im Paternoster entdeckt und beginnen zu lachen.

## Hintergrund
Ursprünglich war der Film eine Auftragsarbeit für das ZDF von der Filmproduktionsfirma Olga Film GmbH. Dennoch entschloss sich das Produktionsunternehmen, den Film im Sommer 1985 ins Kino zu bringen, wo er von über 6 Mio. Zuschauern gesehen wurde.
Das Lied When I Was Young ist „das Lied“ von Paula und Julius Armbrust und wird im Film verwendet.

## Kritiken
Der Film erhielt überwiegend positive Kritiken. So das Lexikon des internationalen Films: Geistvolle, mit frechem Witz und treffenden Beobachtungen durchsetzte Filmkomödie über den Kampf der Geschlechter, die mit liebevoll-ironischem Grundton die kleinen und größeren Eitelkeiten der Männer verspottet und dabei ein überraschend sicheres Gespür für Komik beweist.

## Auszeichnungen
- 1986: Deutscher Filmpreis an Uwe Ochsenknecht und Heiner Lauterbach als Beste Darsteller; an Doris Dörrie für das Beste Drehbuch
- 1986: Goldene Leinwand
- 1986: Gilde-Filmpreis in Silber
- 1987: nominiert für Independent Spirit Awards